# Danae armata
Danae armata es una especie de coleóptero de la familia Endomychidae.

## Distribución geográfica
Habita en Nigeria y Malaui.